# Lennard Göttlich
Lennard Göttlich (* 13. November 2004 in Ebersbach/Sa., Deutschland) ist ein deutscher Motorradrennfahrer, der in der Internationalen Deutschen Motorradmeisterschaft (IDM) und FIM Seitenwagen-Weltmeisterschaft aktiv ist. Er startet für das Team Bonovo Action mit der Startnummer 42.

## Motorsport-Karriere
Lennard Göttlich begann seine Motorsportlaufbahn im Jahr 2011 mit Pocket-Bike- und Mini-Bike-Rennen. Ab 2018 nahm er am ADAC Junior Cup auf einer KTM RC 390 teil. Nach der Einstellung des Cups 2019 wechselte er für die Saison 2020 in die IDM Supersport 300 als Fahrer für das Team Freudenberg, bevor er 2021 zur Sidecar-Klasse wechselte. Dieser Wechsel war stark von seiner familiären Bindung geprägt, da er durch seinen Großvater, Uwe Göttlich, schon früh mit Seitenwagenrennen in Berührung kam.
Im Jahr 2021 trat er mit einer Ausnahmegenehmigung aufgrund seines jungen Alters von nur 16 Jahren in der International Sidecar Trophy an und wurde zusammen mit Beifahrer Uwe Neubert Meister in der 600er-Klasse. 
Göttlich ist mit 16 Jahren und 282 Tagen der jüngste Fahrer, der jemals eine Rennserie im Renngespann gewinnen konnte.
Ein Jahr später stieg er, ebenfalls durch eine Sondergenehmigung, in die IDM Sidecar-Klasse auf.
Seit 2023 fährt Göttlich mit Beifahrer Lucas Krieg. In der Saison 2023 erreichten sie bei ihrem ersten Weltmeisterschaftslauf den achten Platz. Das Duo erreichte 2024 den dritten Platz in der Gesamtwertung der IDM Sidecar. Trotz guter Leistungen hatte das Team mit technischen Herausforderungen zu kämpfen, insbesondere mit einem Standardmotor, der weniger Leistung als die Motoren der Konkurrenz bietet.

## Persönliches Leben
Lennard Göttlich stammt aus einer motorsportbegeisterten Familie. Seine jüngere Schwester Smilla Göttlich (* 11. Mai 2011) ist ebenfalls als Motorradrennfahrerin aktiv. Nach ihrem 13. Geburtstag startete sie im KTM Junior Cup und konnte dort ihr erstes Rennen gewinnen.

## Technische Ausstattung
Lennard Göttlich fährt in der IDM und WM Sidecar mit einer ARS Yamaha. Sein aktuelles Team ist das Team Bonovo Action.